# عبده جبير
عبده جبير (6 أبريل 1948 - 9 نوفمبر 2023) هو كاتب وروائي مصري.

## حياته
ولد عبده محمد عبده 6 أبريل 1948 بإسنا بمحافظة قنا، تعرف مبكرا على جاره عبد الرحمن الأبنودي بعدما انتقل جبير مع والده للعمل مدرسا أزهريا بقنا، ألهمه سفر الأبنودي مع أمل دنقل من صعيد مصر للقاهرة ليسافر الى القاهرة حيث تعرف على العديد من الشعراء والكتاب، بدأ رحلته الأدبية التي حقق خلالها نجاحات كبيرة. تلقي تعليمه الأولي في جامعة الأزهر حيث درس اللغة العربية والتاريخ الإسلامي، ثم درس الأدب الإنجليزي.

## مسيرته
- واحد من أهم كتاب الرواية المصرية الجديدة، ويعتبر الجيل الثالث في الرواية المصرية الحديثة.[16][17]
- عمل في معهد اللغات والترجمة الفورية جامعة الأزهر.[18][19][20]
- عمل بالكتابة والعمل الثقافي منذ 1969.[21]
- عمل لفترات متقطعة كمراسل أو كاتب في مجلات وصحف مصرية وعربية عديدة .[22]
- أسس وشارك في تأسيس مجلات في مصر والكويت وعمان.[23]
- ساهم في تأسيس دور نشر التنويرفي لبنان، وكتب خانة.[24]
- ترجم إلي اللغة الفرنسية والانجليزية والألمانية.[25]

## أعماله
له الكثير من المؤلفات المتنوعة بين القصة والرواية، من أعماله القصصية والروائية :
- فارس علي حصان من الخشب رواية قصيرة وخمس قصص قصيرة .[27]
- مجموعة الوداع تاج من العشب.[28]
- رواية تحريك القلب .
- رواية سبيل الشخص.
- رواية عطلة رضوان.
- رواية مواعيد الذهاب إلي آخر الزمان.
- مجموعة قصص رجل العواطف يمشي علي الحافة.
- مجموعة قصص بفضل كل الخيال .
- قصص وثائقية مع نجيب محفوظ .
- الترجمة الكاملة لموسيقي عبد الوهاب في شوارع القاهرة .
- شذرات من ورشة الكتابة واسكتشات ما قبل الثورة
- كتاب البستان والراديو.
- كتاب أهم أسباب الليل
- كتاب شهادات معلقة في رقبة .
- رواية سبيل الشخص.[29]
- ترجمة فيليب كاردينال .
- رواية عطلة رضوان .
- ترجمة محمد اليماني وإلي الألمانية.
- رواية سبيل الشخص.
- ترجمة اشراف جورج ستيواث 2014
- تحولت روايته عطلة رضوان إلي فيلم ، سيناريو سيد سعيد وإخراج محمد ملص.